# Bokenäs församling

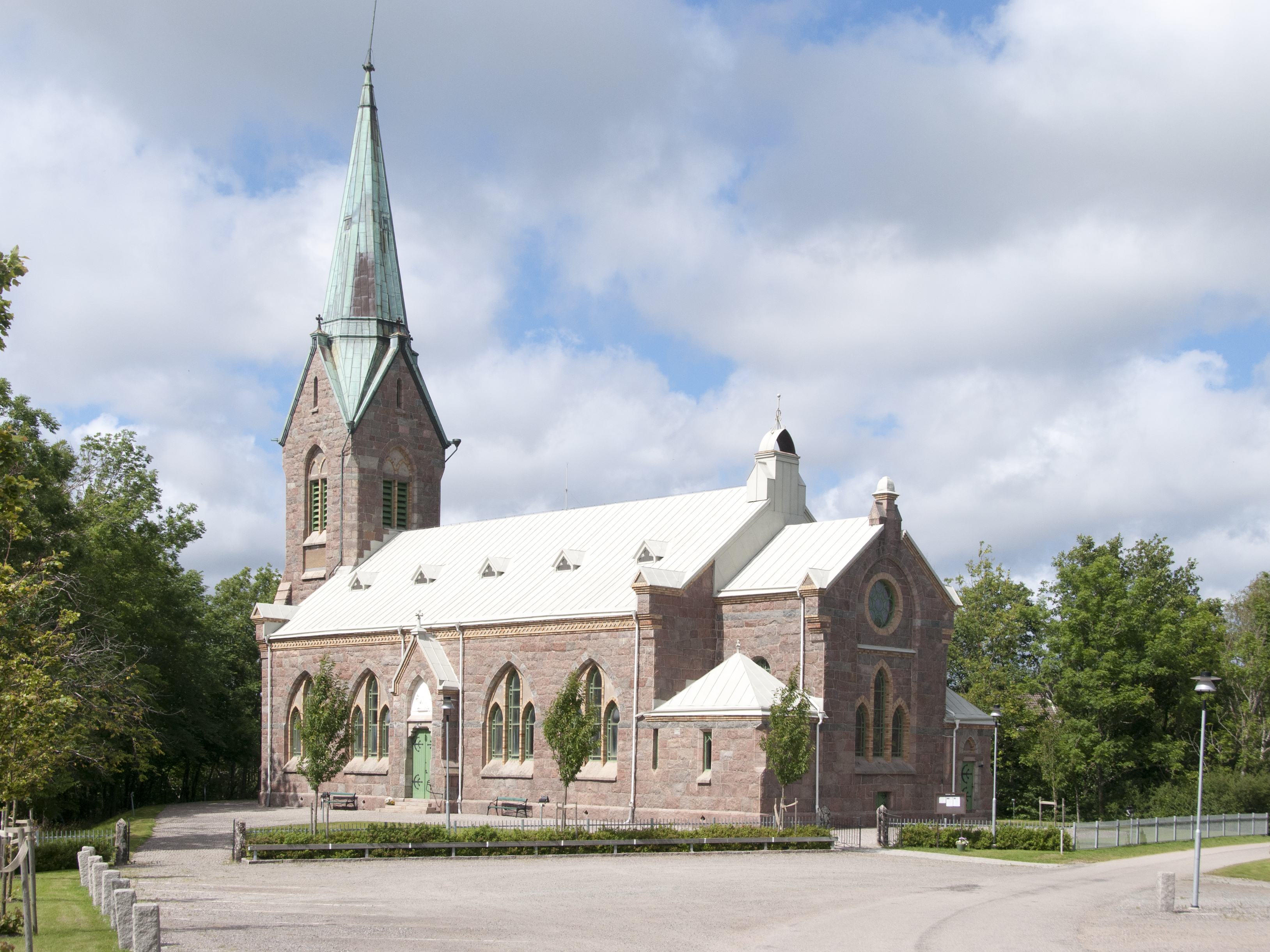
Bokenäs nya kyrka

Bokenäs församling var en församling i Göteborgs stift och i Uddevalla kommun. Församlingen uppgick 2010 i Bokenäsets församling.

## Administrativ historik
Församlingen har medeltida ursprung. Tidigt utbröts Dragsmarks församling.
Församlingen var till 1962 moderförsamling i pastoratet Bokenäs och Dragsmark. Från 1962 till 1995 annexförsamling i pastoratet Skaftö, Bokenäs och Dragsmark. Från 1995 till 2010 var församlingen annexförsamling i pastoratet Skredsvik, Högås, Bokenäs och Dragsmark. Församlingen uppgick 2010 i Bokenäsets församling.

## Kyrkobyggnader
- Bokenäs gamla kyrka
- Bokenäs nya kyrka